# Strassenbahn Altdorf–Flüelen
| Werkfoto des 1906 gelieferten Ce 2/2 Nr. 4 von Alioth und MAN |                     |                     |                  |
| ehemalige Strassenbahnlinie auf dem Kartengrund von 2016 |                     |                     |                  |
| Streckenlänge: | 3.1 km              |                     |                  |
| Spurweite: | 1000 mm (Meterspur) |                     |                  |
| Stromsystem: | 600 =               |                     |                  |
| Maximale Neigung: | 31 ‰                |                     |                  |
| Minimaler Radius: | 25 m                |                     |                  |
| |                     |                     |                  |
| \| \| 0.0 \| Flüelen SBB \| 436 m ü. M. \| \| \| 0.2 \| Rudenz \| Rudenz \| \| \| 0.5 \| Flüelen Oberdorf \| Flüelen Oberdorf \| \| \| 1.6 \| Moosbad \| Moosbad \| \| \| \| Depot \| \| \| \| 2.5 \| Spitalplatz \| Spitalplatz \| \| \| 2.9 \| Kirchenplatz \| Kirchenplatz \| \| \| 3.1 \| Altdorf Telldenkmal \| 461 m ü. M. \| |                     |                     |                  |
| Bahnhof · U-Bahn-Kopfbahnhof Streckenanfang (Strecke außer Betrieb) | 0.0                 | Flüelen SBB         | 436 m ü. M.      |
| U-Bahn-Haltepunkt / Haltestelle (Strecke außer Betrieb) | 0.2                 | Rudenz              | Rudenz           |
| U-Bahn-Haltepunkt / Haltestelle (Strecke außer Betrieb) | 0.5                 | Flüelen Oberdorf    | Flüelen Oberdorf |
| U-Bahn-Bahnhof (Strecke außer Betrieb) | 1.6                 | Moosbad             | Moosbad          |
| U-Bahn-Abzweig geradeaus und von links (Strecke außer Betrieb) · U-Bahn-Betriebs-/Güterbahnhof Streckenende und quer (Strecke außer Betrieb) |                     | Depot               | Depot            |
| U-Bahn-Bahnhof (Strecke außer Betrieb) | 2.5                 | Spitalplatz         | Spitalplatz      |
| U-Bahn-Haltepunkt / Haltestelle (Strecke außer Betrieb) | 2.9                 | Kirchenplatz        | Kirchenplatz     |
| U-Bahn-Kopfbahnhof Streckenende (Strecke außer Betrieb) | 3.1                 | Altdorf Telldenkmal | 461 m ü. M.      |

Die Strassenbahn Altdorf–Flüelen war eine Strassenbahn im Schweizer Kanton Uri, die Altdorf mit Flüelen verband. Aus der Strassenbahngesellschaft ging nach Betriebsende die Auto AG Uri hervor.

## Geschichte

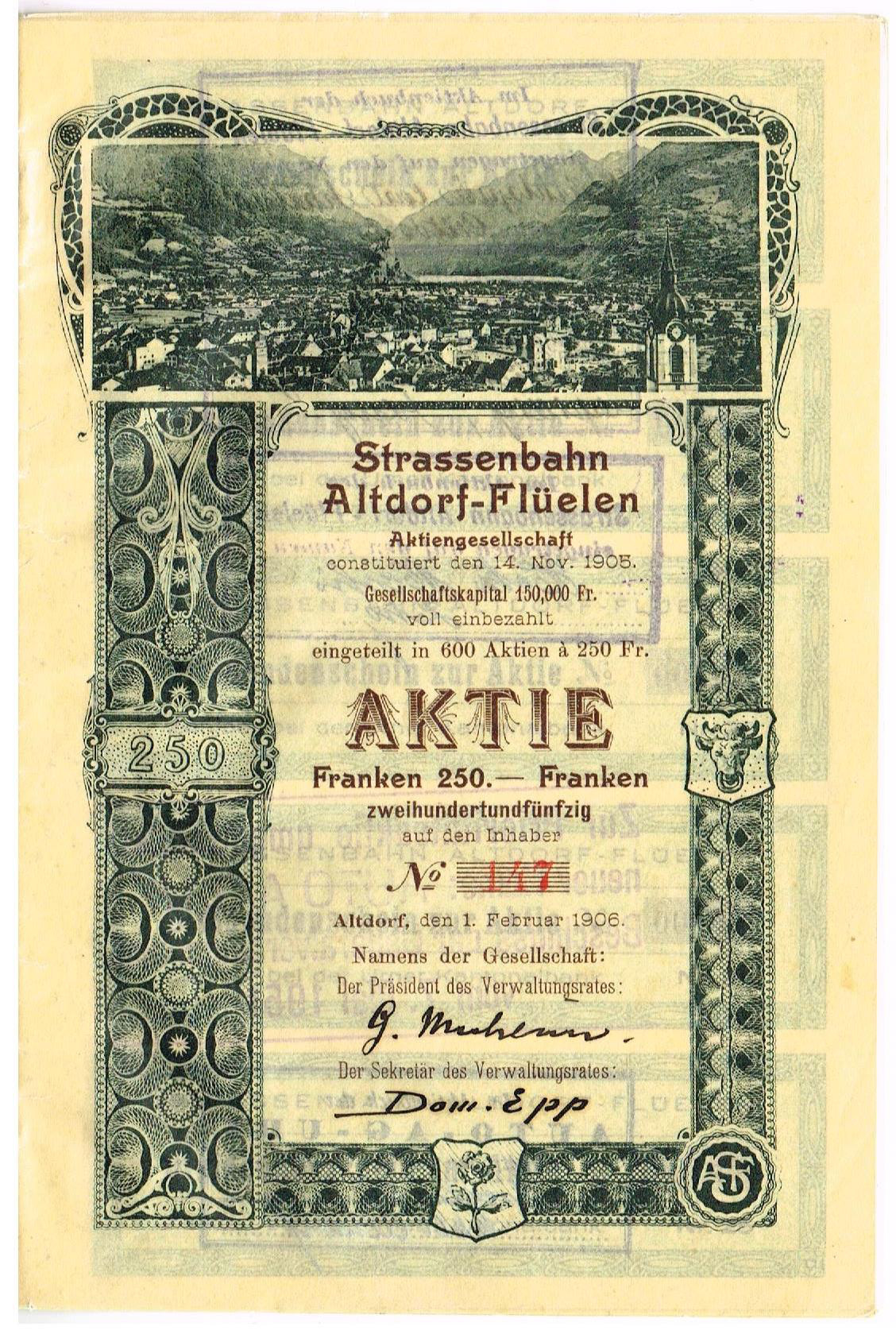
Aktie über 250 Franken der Strassenbahn Altdorf-Flüelen AG vom 1. Februar 1906

Bereits 1895 bestanden Pläne des Elektrizitätswerks Altdorf, eine Strassenbahn zum Bahnhof Flüelen zu errichten, um den Kantonshauptort besser an den Eisenbahnfernverkehr anzubinden. Erst am 14. November 1905 wurde jedoch die Strassenbahn Altdorf–Flüelen gegründet, die alsbald mit dem Bau begann. Die am 25. August 1906 eröffnete 3,1 Kilometer lange Strecke begann am Telldenkmal in Altdorf und führte durch die Tellsgasse, die Herrengasse und die Flüelerstrasse zum Bahnhof Flüelen an der Gotthardbahn. An der Ecke Herrengasse/Flüelerstrasse befand sich das Depot der Bahn. Die einzige Ausweiche der eingleisigen Strecke befand sich – neben den Endstellen – am Moosbad. Die Fahrzeit betrug zwölf Minuten. Im Sommer fuhren die Triebwagen alle 15, im Winter alle 30 Minuten. Der Bahn standen vier Triebwagen und zwei offene Sommerbeiwagen zur Verfügung. Letztere wurden nur bei Bedarf eingesetzt.

### Umstellung auf Busbetrieb
1947 musste der Betrieb wegen Strommangels zeitweise eingestellt werden. Aufgrund der verschlissenen Anlagen, die einschliesslich der Fahrzeuge aus der Anfangszeit der Bahn stammten, und der wegen der zunehmenden Motorisierung gesunkenen Beförderungszahlen wurde die Bahn zum 20. Mai 1951 stillgelegt und in der Folge abgebrochen. Der Trambetrieb wurde durch Autobusbetrieb ersetzt und das Streckennetz erweitert. Die Strassenbahn Altdorf–Flüelen AG wurde zur Auto AG Uri umgebaut, welche das Depot der Bahn wurde noch bis 2009 als Busbetriebshof nutzte. Die Strecke Altdorf–Flüelen ist heute Teil der Buslinie 1.